# Tetradrachma

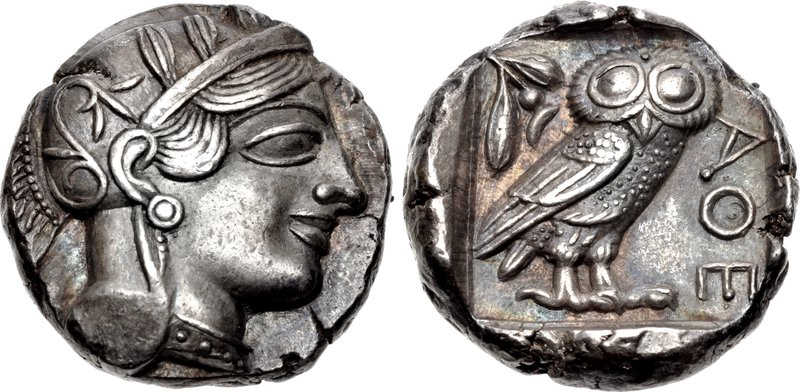
Athénská tetradrachma z roku 499 př. n. l.

Tetradrachma (řecky: τετράδραχμον) byla starořecká stříbrná mince. Její hodnota se rovnala čtyřem drachmám. Byla v oběhu v letech 510 – 38 př. n. l.. Tetradrachmy ražené v Athénách postupně nahradily dřívější typ měny - didrachmy.
K tomuto kroku mělo dojít krátce po bitvě u Salamíny v roce 480 př. n. l. (Vysledovatelný je například na objevu velké hromady mincí z Akropolis v roce 1886.) Athénské tetradrachmy byly od té doby používány při platbě v celém starořeckém antickém světě. Stříbrné pruty na ražbu mincí získávaly Athény díky vlastnictví stříbrných dolů. Nejznámější byly stříbrné doly Laurium, které se nacházely v těsné blízkosti polis.

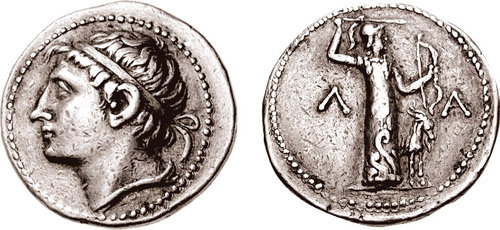
Tetradrachma ze Sparty

## Popis
Athénské tetradrachmy měly na líci vyraženou hlavu bohyně Athény. Na rubu se nacházel obraz Athéniny sovy (což bylo ikonografické znázornění polis Athény), olivová ratolest a půlměsíc. Podle Philochoruse byla tato sova nazývána glaux (γλαύξ). Aby byla měna odlišená od konkurenční mincovny na Aegině, kde razily aeginské statéry o váze 12,3 gramů, Athény razily tetradrachmy podle atických standardů, tedy 4,3 gramy za drachmu.
Velké množství těchto tetradrachem bylo použito například při rekonstrukci Akropolis, stavbě Parthenonu či při financování mnoha válek. Včetně Peloponéské války. Tetradrachma se začala brzy používat v dalších městských státech starověkého Řecka, Malé Asie, Magny Graecie a dalších řeckých koloniích na pobřeží Středozemního moře. S vojsky Alexandra Makedonského se rozšířily i na území dnešního Íránu a Indie.